# Andrzej Krakowski
Andrzej Krakowski (ur. 4 listopada 1946 w Warszawie) – polsko-amerykański producent filmowy, scenarzysta i reżyser.

## Życiorys
Jego ojciec (Józef Krakowski) był wysokim rangą funkcjonariuszem państwowym, oficerem Urzędu Bezpieczeństwa, dyrektorem Polskiego Biura Podróży Orbis, szefem turystyki w randze ministra, więźniem politycznym, a wreszcie szefem produkcji w Zespole Realizatorów Filmowych „Kamera” w Przedsiębiorstwie „Film Polski”. Jego matką była dziennikarka radiowa; a babką, ze strony matki, Tekla Borowiak, polska rewolucjonistka (zamordowana w Auschwitz-Birkenau).
Dorastał w otoczeniu ważnych polityków z jednej strony, i reżyserów, często odważnych politycznie, geniuszy polskiego kina z drugiej. Światowej sławy artyści m.in.: Ilja Erenburg, Max Frisch, Nâzım Hikmet, Leszek Kołakowski, Yves Montand, Pablo Neruda, Pablo Picasso, Diego Rivera byli gośćmi domu Krakowskich.
W latach 1964–1968 studiował na Wydziale Reżyserii Państwowej Wyższej Szkoły Filmowej, Telewizyjnej i Teatralnej im. L. Schillera w Łodzi. W 1968 r. po antysemickiej nagonce, będącej następstwem wydarzeń marcowych wyemigrował do USA, natomiast jego ojciec do RFN. W latach 1970–1971 studiował produkcję filmową w American Film Institute. 
W 2004 r. uzyskał stopień doktora sztuki filmowej nadany na Wydziale Reżyserii Filmowej i Telewizyjnej PWSFTViT w Łodzi. Profesor City College of New York, wykładowca w wielu uczelniach w USA, m.in.: State University of New York, the School of Visual Arts w Nowym Jorku, University of California oraz w Izraelu. Autor książek pt. Pollywood. Jak stworzyliśmy Hollywood i Pollywood. Uciekinierzy w raju.
W 2023 roku Kapituła Godła Promocyjnego „Teraz Polska” nadała mu tytuł „Wybitnego Polaka”.

## Reżyser
- 1967: Przechodniu uważaj
- 1972: The Wedding was beautiful, people were crying
- 1995: The Politics of Cancer
- 1993: Tribute to Dr. Sabin
- 1994: The Politics of Cancer (dokument)
- 2001: Campfire Stories
- 2002: Pożegnanie mojego kraju, Farewell to My Country
- 2002: Geoffrey Holder: The Unknown Side (dokument)
- 2008: Looking for Palladin

## Scenarzysta
- 1972: The Wedding was beautiful, people were crying
- 1990: Domena władzy (Eminent Domain)
- 1990: Odcienie wojny (Tides of War)
- 1989: Triumf ducha (Triumph of the Spirit)
- 1992: Gengis Khan
- 1993: Tribute to Dr. Sabin
- 1995: The Politics of Cancer
- 1996: Managua
- 1999: Ogniem i mieczem (niewymieniony w czołówce)
- 2002: Pożegnanie mojego kraju (Farewell to My Country)
- 2008: Looking for Palladin

## Producent
- 1972: The Love Song of Charles Farberman
- 1972: The Wedding Was Beautiful, People Were Crying
- 1979: Portrait of a Hitman
- 1984: Crackups (TV)
- 1984: Family Forum (TV)
- 1984: Womenspeak (TV)
- 1985: International Championship of Magic (TV)
- 1986: Hollywood Theater of Magic (TV)
- 1986: What Has Four Wheels and Flies (TV)
- 1987: Biały smok
- 1990: Tides of War
- 1993: Tribute to Dr. Sabin
- 1994: The Politics of Cancer (dokument)
- 1997: Managua
- 2001: Campfire Stories
- 2002: Flo Fox’s Dicthology (dokument)
- 2002: Farewell to My Country (dokument)
- 2002: Geoffrey Holder: The Unknown Side... (dokument)
- 2008: Looking for Palladin

## Nagrody
- 2008 – Looking for Palladin
  - Orlando Hispanic Film Festival, nagroda dla najlepszego filmu fabularnego oraz nagroda za najlepszy zespół aktorski
  - Nowy Jork, Queens International Film Festival, nagroda dla najlepszego filmu fabularnego
  - Napa Valley, Festiwal filmowy, nagroda za najlepszą produkcję
- 2010 – We Are New York, serial telewizyjny
  - nagroda Emmy za scenariusz
  - nagroda Emmy za zdjęcia